# Arcésilaos (satrape)
Pour les articles homonymes, voir Arcésilas.
Arcésilaos ou Arcésilas (en grec ancien Ἀρκεσίλαος / Arkésilaos) est un officier macédonien sous le règne d'Alexandre le Grand. Il est satrape de Mésopotamie peut-être depuis 331 av. J.-C. jusqu'aux accords de Triparadisos en 321.

## Biographie
Arcésilaos est peut-être le père d'Alcanor d'Europos. Il reçoit la satrapie de Mésopotamie par les accords de Babylone de 323 av. J.-C. Il n'y a aucune mention de cette satrapie du temps d'Alexandre mais il se pourrait qu'elle ait été détachée de la Babylonie lorsque Mazaios a été chargé de diriger cette dernière. Par conséquent, il est possible qu'Arcésilaos ait administré la Mésopotamie depuis 331-330. Il a probablement été destitué ou contraint de fuir en raison de son soutien à Perdiccas. Par le règlement de Triparadisos, sa satrapie est attribuée à Amphimaque.

## Sources antiques
- Arrien, Histoire de la Succession d'Alexandre.
- Diodore de Sicile, Bibliothèque historique [détail des éditions] [lire en ligne], XVIII.